# Lias Andersson
Lias Andersson, född 13 oktober 1998, är en svensk ishockeyspelare som tillhör NHL-laget Los Angeles Kings och spelar på lån för HV71 i SHL. 
Andersson är son till den före detta professionella ishockeyspelaren Niklas Andersson. 
Han draftades av New York Rangers som sjunde spelare i 2017 års NHL-draft.

## Meriter

### Klubblag
- SM-Guld 2016/2017

### Landslag
- U17 WHC 2015: Brons
- Hlinkas Memorial Cup 2016: Silver
- U18-VM 2016: Silver
- JVM 2018: Silver
- VM 2018: Guld